# The Battle of Olympus
The Battle of Olympus, i Japan släppt som Olympus no Tatakai (オリュンポスの戦い?), är ett sidscrollande actionäventyrsspel, utvecklat av Infinity och utgivet av Imagineer till NES 1988.
1993 porterades spelet av Radical Entertainment och utgavs av Imagineer i Europa.
Spelet påminner mycket om Zelda II: The Adventure of Link, men utspelar sig i Antikens Grekland, som terroriseras av Hades, dödsrikets härskare.

## Handling
Orpheus på äventyr i det antika Grekland. Med god hjälp från gudarna är Orpheus på jakt efter kärlekens Fragment och för att besegra den onde Tartarus. Den sköna Helena väntar fängslad i underjorden Hades på sin hjälte.

### Fotnoter
1. 1 2 3  ”Battle of Olympus”. NES DB. 27 februari 1988. Arkiverad från originalet den 26 april 2014. https://web.archive.org/web/20140426234912/http://www.nesdb.se/game_more.php?id=150&rid=1. Läst 25 april 2014.
2. ↑  På fodralet syns även undertiteln Ai no Densetsu (愛の伝説?), som inte syns i spelet.
3. ↑  The Battle of Olympus (Game Boy) översikt på Mobygames
4. ↑  Nintendo Magasinet. Power Player 14, Sida 6 Recension: The Battle Of Olympus NES.